# Bio-bitume
Le bio-bitume (anglais : bioasphalt) est un bitume (produit d'origine naturelle issu de la distillation du pétrole) biologique créé grâce à la valorisation de produits naturels non issus de la pétrochimie, comme des résidus de micro-algues. C'est une alternative à l'asphalte, mélange de calcaire et de bitume.
Les ressources pouvant être utilisées pour le bio-bitume sont : sucre, mélasses et riz, amidons de maïs et de pommes de terre, résines naturelles d'arbres et de gommes, caoutchouc naturel et huiles végétales, lignine, cellulose, huile de palme, déchets de noix de coco, déchets d'huile de colza, effluents d'égout. Il peut également être fabriqué à partir des fonds de tour de vidange des déchets produits dans le processus de nettoyage des huiles à moteur usagées, qui sont normalement brûlées ou déversées dans des remblais,.
Le bio-bitume et le bitume issu du pétrole ont des similarités, notamment la couleur noire, et concernant les propriétés rhéologiques. Le bio-bitume devient liquide à partir d'environ 100 °C permettant ainsi l'enrobage d’agrégats minéraux. Par ailleurs, il est viscoélastique de −20 °C à 60 °C plus ou moins assurant la cohésion de la structure granulaire, tolérant les charges et relaxant les contraintes mécaniques. Les liants à base de bitume non pétroliers peuvent être colorés, ce qui peut réduire la température de la surface de la route et réduire les îlots de chaleur urbains.

## Préoccupations liées au pétrole, à l'environnement et à la chaleur
En raison des préoccupations concernant le pic pétrolier, la pollution et le changement climatique, ainsi que l'augmentation des prix du pétrole depuis 2003, les alternatives non pétrolières sont aujourd'hui communes et nécessaires.
Pour des millions de personnes vivant dans et autour des villes, les îlots de chaleur sont de plus en plus préoccupants. Les températures urbaines et suburbaines sont de 1 à 6 °C plus élevées que celles des régions rurales avoisinantes. Les températures élevées peuvent avoir un impact sur les communautés en augmentant la demande d'énergie de pointe, les coûts de climatisation, les niveaux de pollution de l'air, ainsi que les maladies et la mortalité liées à la chaleur. Heureusement, il existe des mesures de bon sens que les communautés peuvent prendre pour réduire les effets négatifs des îlots de chaleur, par exemple en remplaçant les surfaces bitumées noires conventionnelles par un nouveau bitume pigmenté qui donne des couleurs plus claires,.

## Histoire et mise en œuvre
L'asphalte à base d'huile végétale a été breveté par Colas SA en France en 2004,.
Un certain nombre de propriétaires à la recherche d'une solution de rechange écologique à l'asphalte pour le pavage ont fait l'expérience de l'huile végétale usée comme liant pour les allées et les aires de stationnement dans les applications unifamiliales. Le premier test connu a eu lieu en 2002 en Ohio, où le propriétaire a combiné de l'huile végétale usée avec de l'agrégat sec pour créer un matériau de pavage à faible coût et moins polluant pour son allée de 200 pieds. Après cinq ans, il rapporte que l'allée est aussi performante ou meilleure que les matériaux à base de pétrole.[réf. nécessaire]
La Shell Oil Company a ouvert deux routes publiques en Norvège en 2007 avec de l'asphalte à base d'huile végétale. Les résultats de cette étude sont encore prématurés.
L’entreprise HALIK Asphalts LTD d'Israël expérimente depuis 2003 la construction de routes secondaires et recyclées. L'entreprise utilise divers déchets tels que des graisses végétales et des huiles, de la cire et des élastomères thermoplastiques pour construire et réparer des routes. Les résultats rapportés sont satisfaisants.
Le 6 octobre 2010, une piste cyclable à Des Moines, Iowa, a été pavée d'asphalte à base d'huile bio grâce à un partenariat entre l'université d'État de l'Iowa, la ville de Des Moines et Avello Bioenergy Inc. Des recherches sont en cours sur le mélange d'asphalte, de dérivé de plantes et d'arbres pour remplacer les mélanges à base de pétrole. Bioasphalt est une marque déposée d'Avello Bioenergy Inc.
Le Dr Elham H. Fini, de l'université North Carolina A&T, a été le fer de lance de la recherche qui a réussi à produire du bio-bitume à partir de lisier de porc.
Depuis novembre 2014, le Dutch Wageningen University & Research centre est en cours d'exécution d'un projet pilote dans la province néerlandaise de Zélande avec Bioasphalt dans lequel le liant de bitume a été remplacé par de la lignine,.
Des chercheurs des laboratoires Chimie et interdisciplinarité : synthèse analyse modélisation (CNRS/université de Nantes), Génie des procédés – environnement - agroalimentaire (CNRS/université de Nantes/ONIRIS/École des mines de Nantes), Matériaux pour infrastructures de transports (Ifsttar), Conditions extrêmes et matériaux : haute température et irradiation (CNRS) en collaboration avec l'entreprise AlgoSource Technologies ont produit du bio-bitume à partir de résidus de micro-algues (Scenedesmus sp. et Arthrospira platensis (Spiruline). Ce bio-bitume est élaboré par un procédé de liquéfaction hydrothermale (eau sous pression) qui transforme les déchets de micro-algues en une phase visqueuse noire et hydrophobe correspondant au bio-bitume ,.